# Marettimo
Marettimo (siciliano: Marrètimu) é uma das ilhas Égadi, no mar Mediterrâneo, a oeste da Sicília, Itália. Faz parte do município (comune) de Favignana na Província de Trapani. A ilha é acessível a partir de Trapani, demorando o barco uma hora.
É a terceira maior no seu arquipélago. O ponto mais alto é o Monte Falcone (686 m). Tem cerca de 300 habitantes, que vivem sobretudo da pesca e artesanato.